# Postmonopol
Postmonopol är en lagstiftning som säger att endast staten får bedriva postutdelning. I Sverige avskaffades postmonopolet 1993 av den borgerliga regeringen.